# Drei Schwestern (Ackerbau)

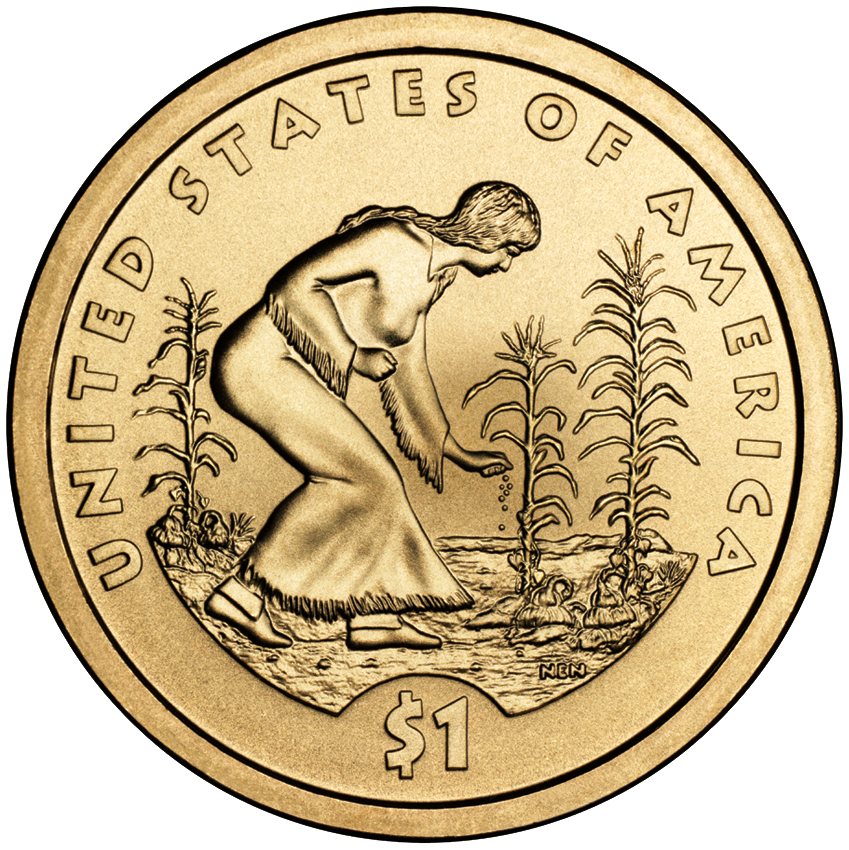
Darstellung der Methode auf einer 2009 herausgegebenen US-Dollarmünze.

Als Drei Schwestern wird eine Ackerbaumethode bezeichnet, bei der die drei wesentlichen Feldfrüchte der amerikanischen Ureinwohner, Kürbis, Mais und Bohnen (zumeist Teparybohnen oder Gartenbohnen), zusammen angebaut werden. Die Methode war vor allem bei den Irokesen verbreitet, die mit den Erzeugnissen Handel betrieben.

## Hergang

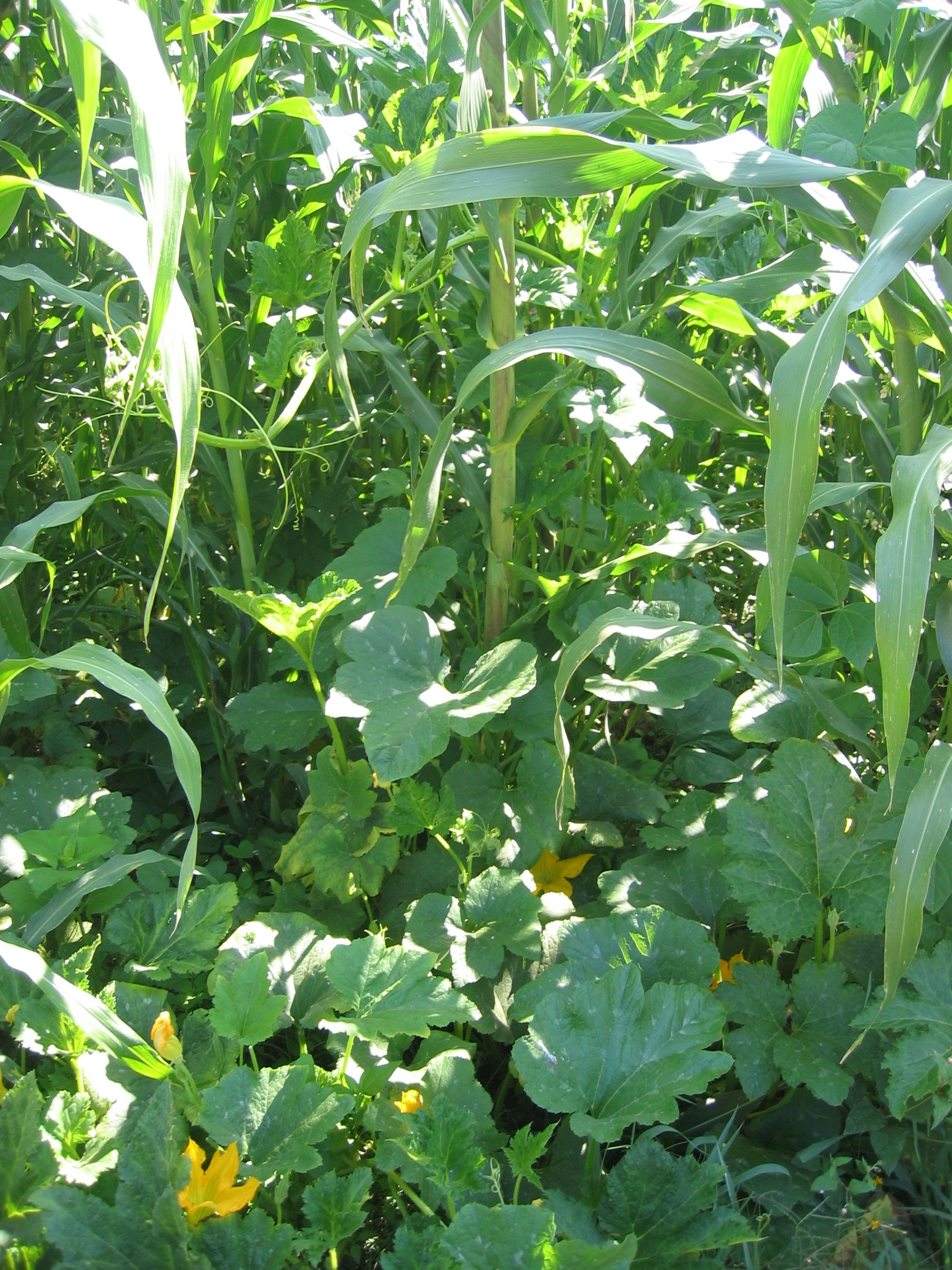
Gemeinsamer Anbau (Milpa) von Mais, Bohnen und Kürbissen in Mexiko

Als Mischkultur werden die Pflanzen nahe beieinander angesetzt. Für jede Pflanzengruppe werden flache Erdhaufen angehäuft. Jeder Erdhaufen ist rund 30 cm hoch und 50 cm breit. In Teilen des Atlantischen Nordostens werden verrottete Fische im Erdhaufen vergraben, um nährstoffarmen Boden zu düngen.  Mehrere Maissamen werden in der Mitte eingesetzt. Sobald der Mais eine Höhe von 15 cm erreicht hat, werden Bohnen und Kürbisse abwechselnd rund um den Mais angesetzt. Die Entwicklung der Methode dauerte ungefähr 5.000 bis 6.000 Jahre. Der Kürbis wurde zuerst kultiviert. Später folgten der Mais und schlussendlich die Bohnen.
Die drei Früchte profitieren voneinander. Der Mais fungiert als Kletterstange für die Bohnen. Die Bohnen bringen Stickstoff in den Boden ein, der von den anderen Pflanzen genutzt wird. Der Kürbis breitet sich am Boden aus und verdeckt Unkraut. Die Kürbisblätter agieren in einer dem Mulch ähnlichen Weise, sie erzeugen ein Mikroklima, das die Feuchtigkeit im Boden erhält, die Haare der Triebe halten Schädlinge ab. Mais beinhaltet nicht die Aminosäuren Lysin und Tryptophan, die der menschliche Körper zur Erzeugung von Proteinen und Niacin benötigt. Bohnen enthalten beide Aminosäuren und ergeben daher in Kombination mit Mais eine ausgewogene Diät.
Verschiedene indigene Kulturen haben unterschiedliche Variationen der Methode entwickelt. Die Milpas in Mittelamerika sind Felder oder Gärten, die symbiotische Pflanzformen in größeren Maßstab anwenden. Die Anasazi adaptierten die Methode für Dornstrauchsavannen. Die Tewa und andere Stämme im Südwesten der Vereinigten Staaten setzten als vierte Pflanze Cleomella serrulata, die Bienen und andere bestäubende Insekten anlockte.
Die Methode wird auf der Rückseite einer 2009 herausgegebenen Sacagawea-Dollar-Münze dargestellt.

## Bilder

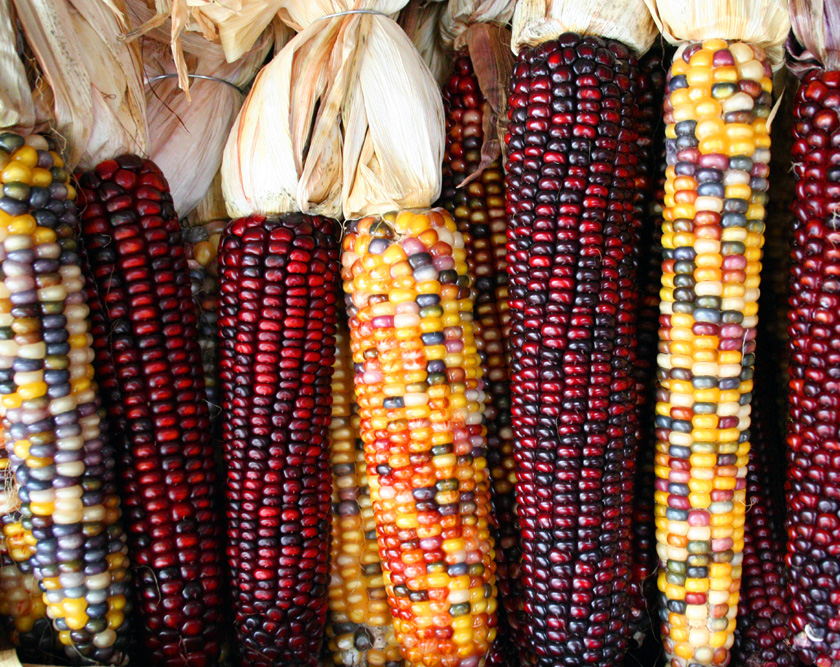
Mais
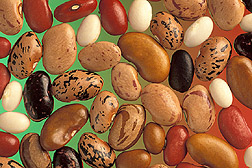
Gartenbohne
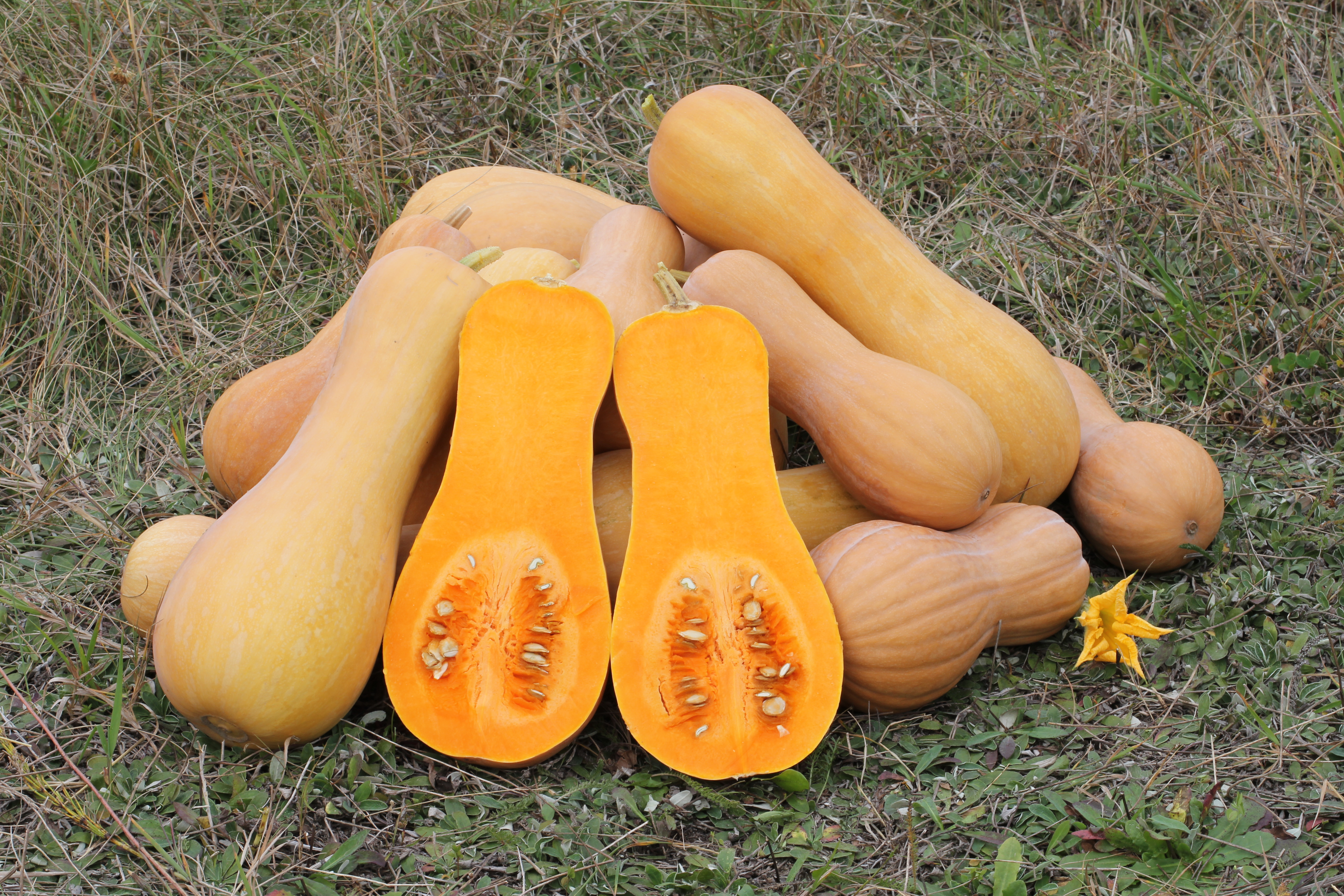
Butternusskürbis